# 薄拘羅
薄拘羅（はくら、ヴァックラ）は、釈迦の弟子の一人である。仏弟子中、病をしなかったことから、無病第一、また最も長く生きたので長寿第一の弟子などと称される。

## 名前
彼の名前は、経典などにより表記が異なるため、主なものを表記する。
- サンスクリット語：Dvākula
- パーリ語：Bākula,Bakkula,Vakkula
- カタカナ表記：バックラ、ヴァックラなど
- 他の音写：摩倶羅、婆拘羅、婆駒羅、薄拘櫨など
- 訳（意訳含む）・意味：善容、偉形、重姓、仁姓、類親など

## 生誕
テーラガーター（長老の偈）などによると、ヴァンサ国、コーサンビーの長者の子。両親から寵愛されたが、ある日、実母がヤムナー河で彼を抱き沐浴していたら、あやまって落とされて大魚に呑まれてしまった。やがてこの魚がつり上げられて、その下流に当るパラナシーの長者の娘がこの魚を買い、料理しようとして腹を割くと、彼が出てきたといわれる。この娘は子宝に恵まれなかったので非常に喜び実子のように育てた。
これを伝え聞いた実の親は、それこそ我が子であるから返してほしい、と懇願するも育母は許さず、ついに国王の裁定により、双方共有で育てるように申し渡された。彼が結婚する際も生れと育ての両家でそれぞれ嫁を娶ったという。彼の名がヴァックラ（重姓、仁姓、類親など）というのは、これに由来するという。
また一説には、幼時、継母のために5回も殺されかけたが死ななかった、とも伝えられる。これは今昔物語には以下のように伝えられている。彼は前世の功徳により祝福を得た身であった。彼の母は継母だったが、ある日、餅を作っていた時、幼い薄拘羅がそれを欲しがった。彼女は腹を立てて抱えあげて焼けた鍋の上に置いた。しかし薄拘羅は火傷しなかった。息子が焼けた鍋の上にいるのを見た父が驚いて鍋から出した。継母はさらに薄拘羅を憎み、煮えた釜の中に薄拘羅を入れた。しかし薄拘羅の身は焼け爛れることもなかった。父は息子がいないので呼ぶと釜の中から返事がするので、またこれを救い出した。それからしばらく経って、継母は一緒に川辺に行って川に突き入れた。大魚が彼を呑んだ。魚は捕らえられ、市場で売られて薄拘羅の父がこれを買った。妻の家に持っていって捌こうとすると、中から声がした。驚いて腹を割いてみると、我が子である薄拘羅が出てきた。やはり少しも怪我はなかった。これは大智度論に述べられている説であると思われるが、魚に呑まれる件はテーラガーターと似ているが、継母によって殺害されかけたというのは相違がある。

## 経歴
テーラガーターの説によると、彼は両家の期待をうけ成長したが、出家して仏弟子となった。
仏弟子となって修道を怠らず、少欲知足にして常に閑静を好み、一度も他に説法をすることはなかったが、帝釈天からその理由を問われると、釈迦仏はじめ弟子衆の多くは説法が巧みでよく法をといている。私は仏説により黙然していると答えた（増一阿含経23）。
彼は過去世に、久遠の昔に毘婆尸如来という仏に一呵黎勤果を布施し、三自戒、不殺生戒の教えを受けた功徳により、天上人間に生まれて無病である、といわれる（大智度論）。また前世に、薬を売っていたが、比丘衆に薬を施した功徳により、今生に疾病が無いという（仏五百弟子自説本起経）。
彼の在俗の友人であった無衣迦葉が、彼に出家して何年になるか問うと「80年になるが、このかた欲覚瞋覚害覚を起さず、信者供養の衣を用いず、沙弥（年少の修行者）を養わず、沙弥に教えを説かず、病に冒されることも無く、田虫ほどのものを煩うこともなく、横臥することもない。最初の7日間は煩悩の為に在家信徒から供養を受けたが、8日目に阿羅漢果を得てから死ぬまでの間、一切供養を受けず、他の比丘衆から身辺の世話もしてもらったことが無かった」と述べると、無衣迦葉は仏弟子となり阿羅漢となったという。
彼は、仏が入滅した後、寿160歳にして寂したが、死期を悟ると結跏趺坐のまま涅槃に入ろうといい、その通りの姿で入涅槃したという。
また、仏滅後100年ごろ、マウリヤ朝の阿育（アショーカ）王が、仏跡を参拝する途中、ヴァックラの遺骨を納めた塔に詣でた時、案内人が「この尊者は、無病第一で無欲の人でしたが、他人の為に一度も説法をした事が無かった」と言われた。阿育王は自分は度せられたのに他人を度することはできなかったのか、と思い、銭を一個だけ供養したら、その塔を護っていた神が、その銭を返したので、王はヴァックラの無欲さを知り感嘆したという話がある。